# Mina Kostićová
Jasmina „Mina“ Kostićová (srbsky Јасмина Костић "Мина", romsky Jasmina Kostičh, * 5. května 1979 v Orašje v Bosně a Hercegovině, tehdejší Jugoslávii), je bosensko-srbská popfolková zpěvačka romského původu.

## Diskografie
- 2000 – Srčani udar
- 2005 – Muziku pojačaj
- 2011 – Pojacajte Zvuk